# 킹덤 컴: 딜리버런스 II
킹덤 컴: 딜리버런스 II(영어: Kingdom Come: Deliverance II)는 워호스 스튜디오에서 개발하고 딥 실버에서 배급한 2025년 액션 롤플레잉 게임이다. 킹덤 컴: 딜리버런스 (2018)의 후속작인 이 게임은 2025년 2월 4일 플레이스테이션 5, 마이크로소프트 윈도우, 엑스박스 시리즈 X/S에서 발매되었다. 이 게임은 대체로 호의적인 평가를 받았으며 출시 후 하루 만에 100만 장이 팔렸다.

## 게임 플레이
킹덤 컴: 딜리버런스 II는 주인공이 1인칭 관점에서 조종되는 오픈 월드 액션 롤플레잉 게임이다. 임무와 목표는 NPC와 커뮤니티가 각각 반응하는 다양한 방식으로 관리할 수 있다. 차례로 플레이어 캐릭터(PC)에 대한 반응은 그의 일상 생활과 캐릭터 개발에 영향을 미친다.
이전작의 시작과 달리 킹덤 컴: 딜리버런스 II는 헨리가 완전히 미숙하고 훈련받지 않은 상태에서 시작하지 않는다. 이 게임은 처음으로 석궁과 초기 형태의 화기를 선보인다. 전자는 승마 중에도 발사할 수 있다.
첫 번째 게임에서 NPC와의 대화에 적용되었던 세 가지 기술인 연설, 카리스마, 위협은 외모, 강압, 지배로 보완되었다.

## 시놉시스

### 배경

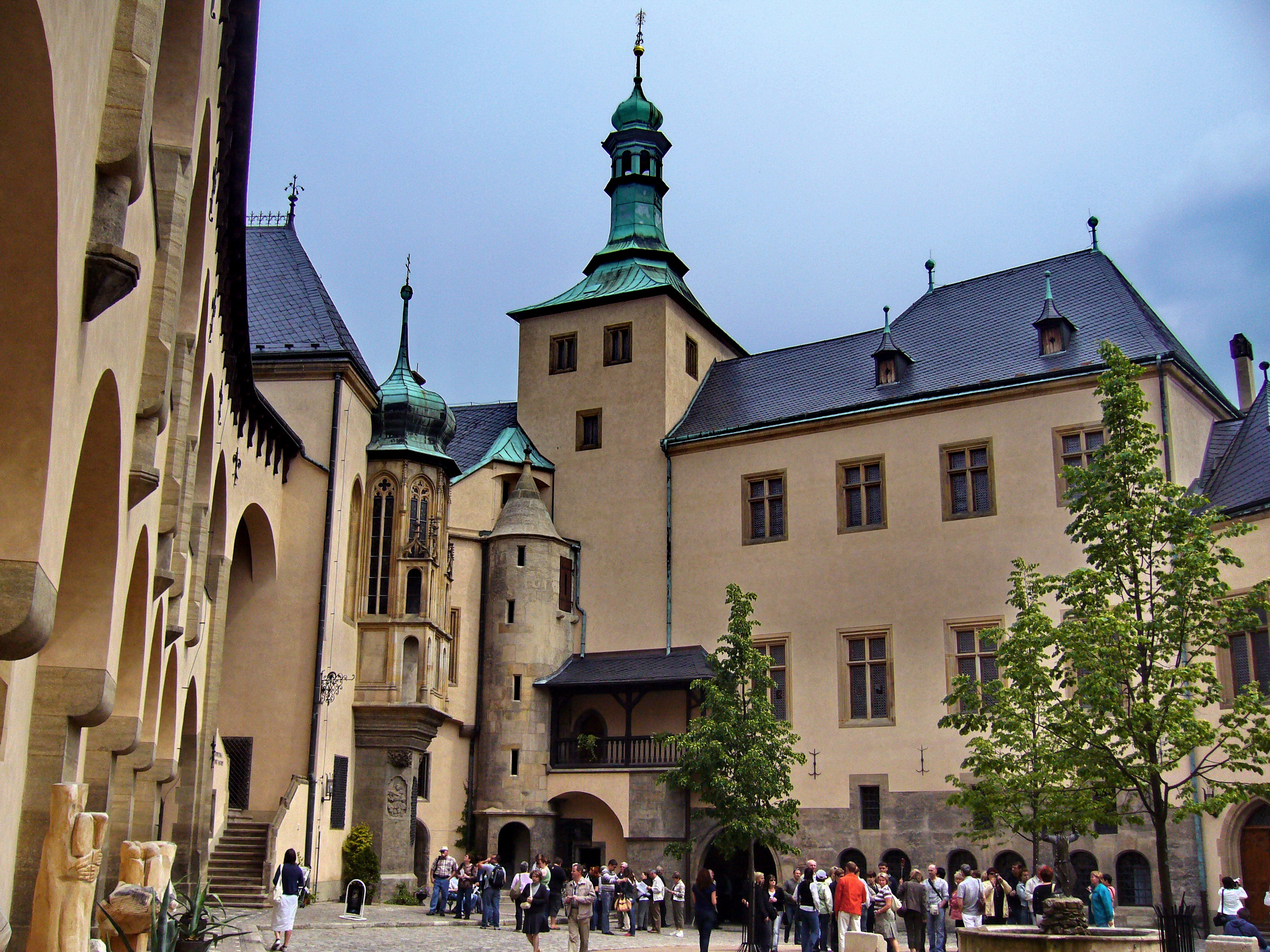
쿠트나호라의 현대 모습. 게임은 15세기의 도시(쿠텐베르크)를 재현했다.

킹덤 컴: 딜리버런스 II는 1403년 보헤미아 왕국을 배경으로 하며, 당시에는 보헤미아 왕관령과 신성 로마 제국의 일부였고, 현재는 체코에 해당한다. 이 게임은 보헤미아의 파라다이스의 문화 경관과 도시 쿠트나호라 및 그 주변을 특징으로 한다. 이 게임은 프라하 다음으로 보헤미아에서 두 번째로 큰 도시이자 은광과 화폐 주조 덕분에 국내에서 가장 부유한 경제 중심지 중 하나였던 쿠트나호라의 중세 후기 지위를 반영한다.
킹덤 컴: 딜리버런스 II는 킹덤 컴: 딜리버런스의 마지막 부분에 직접적으로 이어지며, 바츨라프 4세가 침략자 지기스문트 (신성 로마 황제), 헝가리 및 크로아티아의 왕과 그의 동맹군에 맞서 싸우는 "내전의 혼란"을 배경으로 한다. 이 게임은 헨리의 이야기를 마무리한다.

### 등장인물
게임에 등장하는 많은 캐릭터는 해당 시대의 실존 인물을 기반으로 한다. 주인공은 가상의 스칼리츠의 헨리(톰 맥케이)로, 그의 생부인 라드치크 코빌라 경(마이클 피탄)을 섬기는 맨앳암즈이다. 헨리는 수감된 보헤미아 국왕 바츨라프 4세를 지지하며, 찬탈자 지기스문트 (신성 로마 황제)(조지 렌츠)에 맞서 저항을 이끈다. 헨리는 라드치크의 사절 역할 외에도, 시기스문트와 그의 사절들이 자신의 어머니와 양아버지를 죽인 것에 대한 개인적인 복수를 추구한다. 헨리는 귀족 피르크슈테인의 한스 카폰 경(루크 데일)과 함께 여정을 떠난다. 첫 번째 게임의 주요 적대자였던 이스트반 토스 경(로건 힐리어)도 속편에 등장한다. 킹덤 컴: 딜리버런스의 다른 몇몇 캐릭터들도 등장하는데, 교구 사제 갓윈 신부(이완 맥노턴)와 영주 라이파의 한누시(피터 호스킹, 다니엘 바브라)가 포함된다.
게임에 등장하는 다른 실제 인물로는 모라비아의 요프스트, 얀 지슈카, 오토 폰 베르고우, 울리체 마르크바르트, 리히텐슈타인의 요한 2세, 히넥 1세 수히 체르트, 흐라데츠의 올드르지흐 바바크, 페트르 피셰크, 마르틴 오데린 등이 있다.

### 줄거리

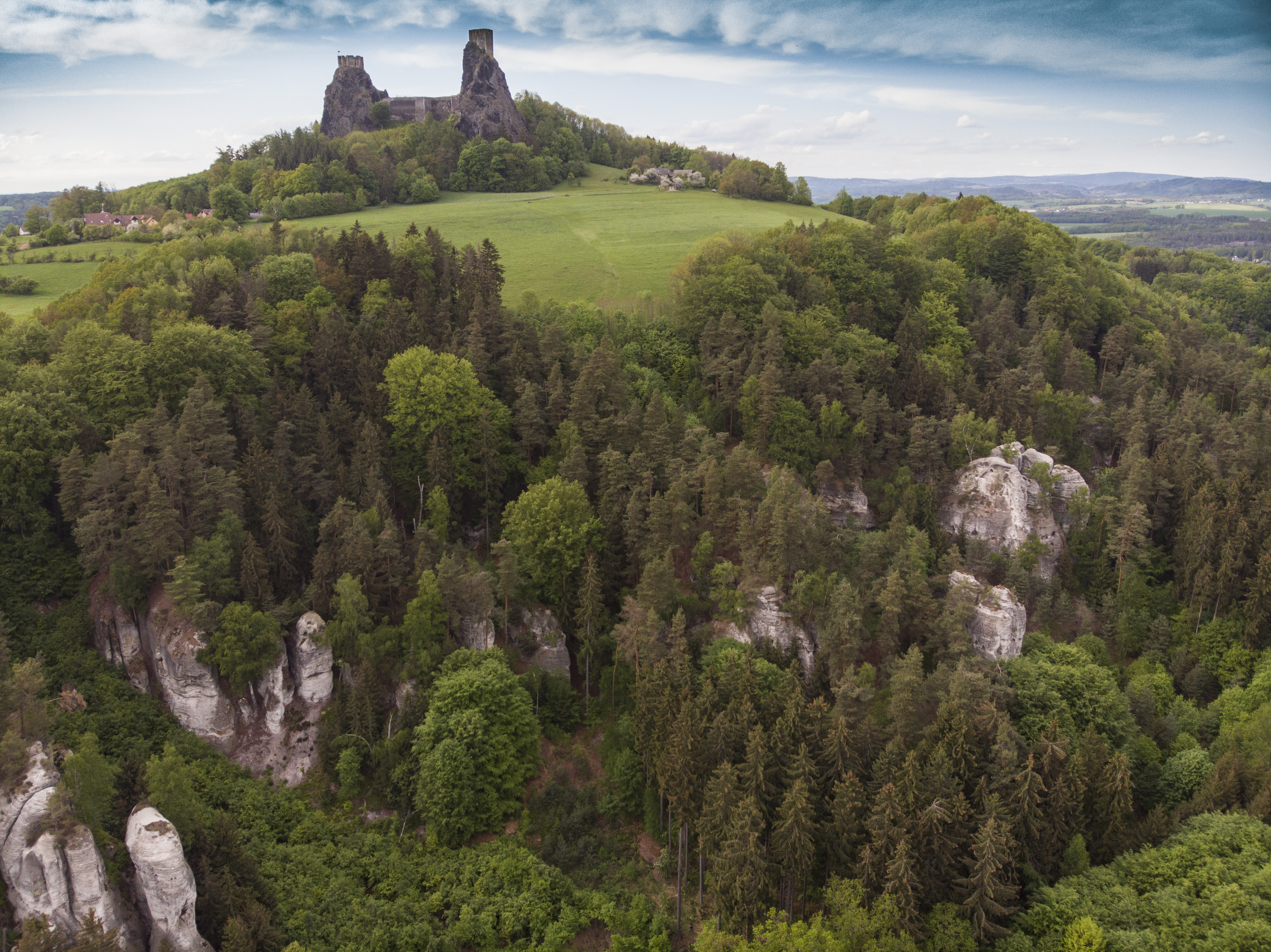
트로스키성은 게임의 주요 장소이다.

한스 카폰 경과 헨리 일행은 라타예에서 트로스키성으로 이동하여 오토 폰 베르고우에게 지기스문트 국왕에 대한 충성심을 묻는다. 일행이 야영하는 동안, 그들은 도적들에게 습격당하고 강탈당한다. 헨리와 카폰은 탈출하여 나중에 트로스키성에 도착하지만, 신분을 증명하지 못해 입장을 거부당한다. 근처 여관에서 카폰은 싸움을 시작하고 헨리에게 그 책임을 돌린다; 둘은 다투고 카폰은 떠난다.
헨리는 베르고우가 세민 마을의 결혼식에 참석할 것이라는 것을 알게 된다. 헨리는 결혼식에 잠입하지만 베르고우는 오지 않고, 신랑인 올다 세민은 몰래 떠난다. 헨리는 카폰을 만나 화해한다. 싸움이 벌어지고 헨리와 카폰은 트로스키성에 갇히고, 카폰은 밀렵 혐의로 사형 선고를 받는다. 베르고우가 그가 처형되기 전에 도착하고 카폰은 풀려난다. 그는 메시지를 전달하지만 베르고우는 그의 충성심을 설명하지 못하고 헨리와 카폰에게 지역의 도적들을 진압하는 것을 돕도록 지시한다.
두 사람은 네바코프 요새에서 병사들을 모집한다. 트로스키성에서 붙잡힌 도적은 올다 세민이 도적들과 한패이며, 도적들이 비밀리에 네바코프를 장악했음을 밝힐 수 있다. 만약 플레이어가 헨리가 세민의 배신을 베르고우에게 알리도록 선택하면, 그는 세민과 대결하는 임무를 맡게 된다; 헨리는 세민의 편을 들거나 그가 죽도록 내버려둘 수 있다. 어느 경우든, 베르고우는 네바코프를 탈환하기 위해 병력을 모으지만 실패하고 헨리와 카폰은 포로로 잡힌다. 라이파의 한누시 영주와 헨리의 아버지 라드치크 코빌라 영주는 갓윈 신부를 보내 헨리와 카폰을 찾도록 한다. 지기스문트에 반대하는 것으로 밝혀진 도적 지도자 얀 지슈카는 갓윈이 베르고우의 스파이인 이스트반 토스의 반란을 진압하는 것을 도운 후 그들을 풀어준다.
네바코프는 베르고우, 토스, 그리고 아울리츠의 마르크바르트가 이끄는 병력의 공격을 받는다. 헨리, 갓윈, 지슈카는 트로스키성에 갇히고, 카폰은 몸값을 위해 붙잡힌다. 그들은 지슈카와 내통하는 요리사 캐서린에 의해 풀려난다. 헨리는 지기스문트가 리히텐슈타인의 요한 2세를 포함한 그의 적들을 죽일 음모를 꾸미고 있음을 발견한다. 헨리는 토스를 만나 죽이고, 헨리의 양아버지 마르틴이 코빌라를 위해 만든 검을 되찾는다. 일행은 지하 터널을 통해 탈출한다; 헨리, 지슈카, 캐서린은 쿠텐베르크로 도망치고, 갓윈은 코빌라와 한누시에게 돌아간다.
수흐돌에서 모라비아의 요프스트 후작은 지기스문트와 휴전 협정을 맺었으므로 헨리 일행에게 도적질을 자제하라고 경고한다. 헨리와 캐서린은 쿠텐베르크의 유대인 지구에서 경계병 사무엘에게 보호받고 있는 리히텐슈타인을 찾는다. 헨리는 리히텐슈타인에게 지기스문트에 대해 경고하고 카폰이 베르고우의 말레쇼프 성에 갇혀 있다는 것을 알게 된다. 헨리와 지슈카는 "마른 악마"가 이끄는 지기스문트 반대 용병 집단에서 병력을 모집한다. 그들은 말레쇼프에 침투하여 카폰과 포로 바클린 브라반트를 구출한다. 헨리와 카폰은 코빌라, 한누시, 갓윈이 라보르슈에서 충성파 영주들의 회의에 참석하러 가는 것을 만나고, 곧 있을 쿠텐베르크 평의회 회의에 지기스문트가 참석한다는 소식을 듣는다.
헨리는 회의에 잠입하여 지기스문트와 아울리츠가 쿠텐베르크의 유대인들에게 포그롬을 명령하는 것을 목격한다. 그는 서둘러 라보르슈로 향하는데, 그곳에서 영주들의 회의가 베르고우가 이끄는 병력의 공격을 받는다; 그들은 격퇴되지만 영주들은 붙잡힌다. 쿠텐베르크에서 헨리는 사무엘이 유대인들을 도시에서 대피시키는 것을 돕고, 그가 마르틴의 사생아라는 것을 알게 된다.
일행은 영주들을 구출하기 위한 지렛대로 베르고우를 붙잡을 계획을 세운다. 브라반트가 고용한 용병들과 훔친 사석포를 사용하여 그들은 말레쇼프를 습격하고 베르고우를 붙잡는다. 그는 보헤미아에서 지기스문트의 입지가 지속 불가능하다고 믿으며, 쿠텐베르크 왕궁에 보관된 그의 은 매장량(영주들도 그곳에 있다)을 약탈하면 그가 떠나도록 강요할 것이라고 제안한다. 일행 중 일부가 교황 사절로 위장하여 주의를 분산시키는 동안, 나머지는 쿠텐베르크의 광산을 통해 은에 접근하고 영주들을 구출한다. 그들은 성공하지만, 브라반트와 그의 용병들은 은을 차지하려고 시도한다; 이어진 난투극에서 브라반트는 탈출한다.
헨리의 일행은 수흐돌성으로 도망치고, 지기스문트와 그의 군대는 보헤미아를 떠난다. 아울리츠, 베르고우, 브라반트가 이끄는 병력이 수흐돌을 포위하고, 아울리츠는 마른 악마에게 치명상을 입는다. 헨리는 요프스트, 한누시, 코빌라에게 도움을 요청하러 떠난다. 그는 증원군과 함께 돌아오고, 그들은 공격자들을 격퇴한다. 에필로그에서 헨리는 그의 어머니와 마르틴의 환영을 보며, 코빌라는 그에게 자신의 검을 건넨다.
플레이어의 선택은 게임의 엔딩에 영향을 미친다. 만약 헨리가 덕행을 베풀면, 헨리의 부모는 자랑스러워하며 사후 세계로 떠난다. 만약 헨리가 더 잔인하다면, 헨리의 부모는 그를 비난한다. 헨리는 또한 모험가가 되거나 병사 (군사)가 되어 코빌라의 검을 받아들일 수 있다. 또는 헨리는 검을 거절하고 라타예의 마을 주민이나 쿠텐베르크의 시민으로 은퇴하여 세 명의 연애 대상 중 한 명과 정착할 수 있다. 비밀 엔딩에서는, 헨리가 어떤 연애 대상도 추구하지 않고 순결을 지켰다면, 그는 라타예로 은퇴하여 그의 연애 대상인 테레사와 재회한다.
크레딧 후 장면에서 마른 악마는 지슈카의 머리에서 사과를 쏘려다가 그의 한쪽 눈을 멀게 한다. 회상 장면에서 지기스문트는 은 도난에 대한 정보를 받고, 분노하여 자신의 방을 부순 뒤 헝가리로 철수 명령을 내린다.

## 개발 및 출시

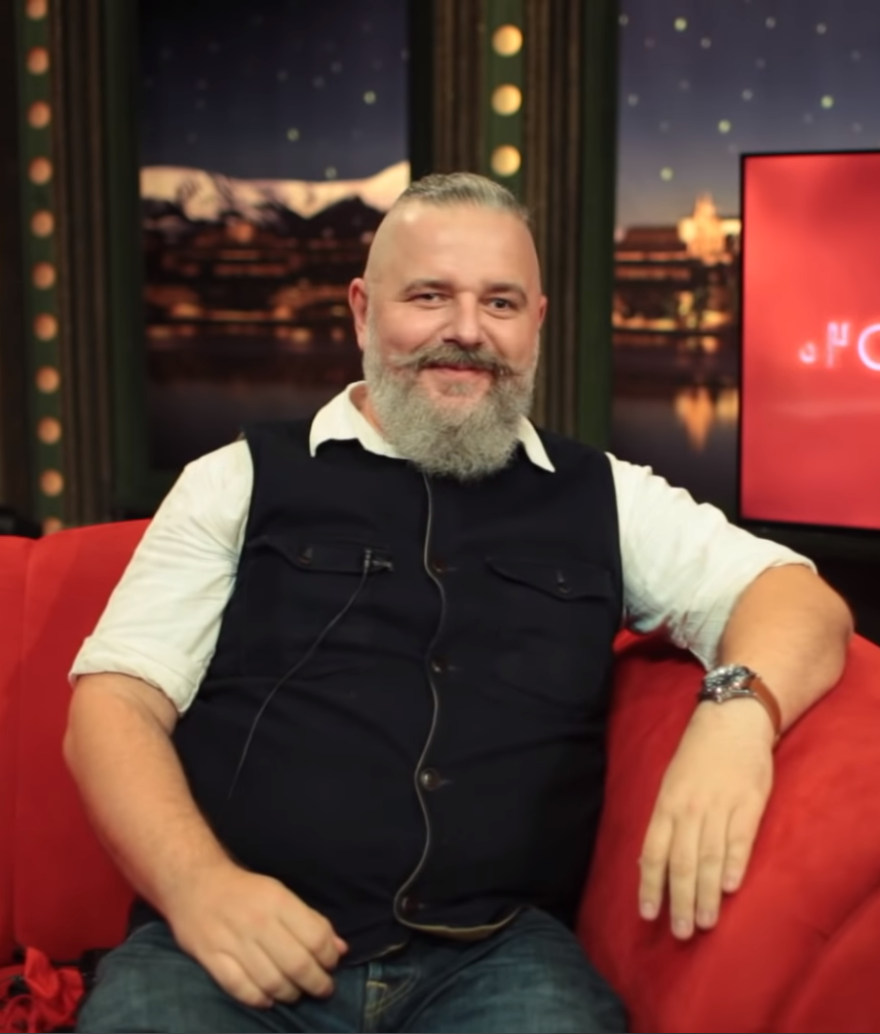
게임의 크리에이티브 디렉터, 다니엘 바브라

킹덤 컴: 딜리버런스 II의 개발은 킹덤 컴: 딜리버런스와 그 다운로드 가능 콘텐츠의 출시 이후인 2019년 7월에 시작되었다. 워호스 스튜디오는 2019년에 131명의 직원을 보유하고 있었지만, 늦어도 2024년 봄까지 약 250명으로 늘어났다. 워호스 스튜디오는 향상된 자원과 경험을 바탕으로 킹덤 컴: 딜리버런스 II가 킹덤 컴: 딜리버런스가 되고자 했던 게임이 되기를 바랐다. 이 게임은 크라이엔진의 고도로 맞춤화된 버전을 사용하며, 음악은 체코 작곡가 얀 발타와 아담 스포르카가 작곡했다. "현실적이고 몰입감 있으며 믿을 수 있는 중세 세계"를 표현하기 위해 다양한 역사가, 대학 및 박물관의 전문 지식이 다시 활용되었다. 킹덤 컴: 딜리버런스의 개발과는 달리, 모션 캡처는 facial capture로 보완되었다. 스턴트 라이더들도 킹덤 컴: 딜리버런스 II의 개발에 참여했다. 주인공 헨리는 영국 배우 톰 맥케이가 다시 연기한다. 수석 개발자 다니엘 바브라는 이 게임의 스크립트가 220만 단어에 달한다고 밝혔다. 이전 기록 보유작인 발더스 게이트 3의 스크립트는 기네스 세계 기록에 따르면 약 200만 단어를 포함한다.
킹덤 컴: 딜리버런스 II는 2024년 4월 쿠트나호라의 성 바르바라 성당에서 촬영된 영상으로 발표 및 공개되었다. 이 게임은 플레이스테이션 5, Windows, Xbox Series X/S용으로 2025년 2월 4일에 출시되었다. 이 게임은 세 가지 소매 버전으로 출시되었다: 기본 스탠다드 에디션 외에도, 킹덤 컴: 딜리버런스 II는 골드 에디션과 콜렉터즈 에디션으로 제공된다. 골드 에디션에는 나중에 출시될 세 개의 다운로드 가능 콘텐츠(DLC), 주인공 장비, 그리고 "Shields of Seasons Passing"이라는 보너스 콘텐츠가 포함된다. 스탠다드 에디션과 골드 에디션 모두 디지털 다운로드 및 실제 패키지 에디션으로 제공된다. 콜렉터즈 에디션은 골드 에디션의 모든 콘텐츠를 포함하며 여러 실제 아이템이 추가된다. 모든 예약 구매자는 보너스 퀘스트 "The Lion Crest"를 받는다.
2025년 1월, 사우디아라비아 매체 VGA4A는 이 게임이 동성 관계 묘사로 인해 사우디아라비아에서 등급 분류가 거부되어 금지될 것이라고 보도했다. 바브라는 이 게임이 어떤 나라에서도 금지되지 않았다고 부인하며, 그러한 콘텐츠는 선택 사항이라고 명확히 했다. 그는 "게이 캐릭터는 이미 KCD1에 있었다. 헨리가 동성 모험을 시도하고 싶다면 자유롭게 하라. 원하지 않으면 그럴 필요 없다."고 말했다. 사우디아라비아는 이전에 비슷한 이유로 파이널 판타지 XVI와 더 라스트 오브 어스 파트 II를 금지했었다.

### 출시 후 콘텐츠
2025년 1월 16일, 워호스 스튜디오는 DLC 로드맵을 공개했다. 출시 후, 이 게임은 이발사 기능, 하드코어 모드, 경마와 같은 무료 개선 사항을 받을 것이다. 이어서 2025년 한 해 동안 유료 DLC 콘텐츠인 Brushes with Death, Legacy of the Forge, Mysteria Ecclesiae가 출시될 예정이다. 유료 DLC는 "Shields of Seasons Passing"이라는 확장 패스에 포함될 것이다.

## 평가
리뷰 애그리게이터 웹사이트 메타크리틱에 따르면, 킹덤 컴: 딜리버런스 II는 비평가들로부터 "대체로 호의적인" 평가를 받았다. 오픈크리틱은 비평가들의 97%가 이 게임을 추천했다고 밝혔다. 비평가들은 킹덤 컴: 딜리버런스 II의 몰입감 있는 오픈 월드, 롤플레잉 게임 메커니즘, 그리고 스토리를 칭찬했다.
PC 게이머의 조슈아 워렌스는 킹덤 컴: 딜리버런스 II를 엘더 스크롤 III: 모로윈드와 같은 "시스템 중심" 게임에 비유하며, 이 게임이 "놀라울 정도로 야심 차고 특이한 것으로, 그 야심과 특이함을 어떻게든 충족시킨다"고 말했다. 워렌스는 이 게임의 다양한 줄거리와 활동을 칭찬하며, 플레이어가 병사 (군사), 간첩, 도박꾼 또는 대장장이로 플레이할 수 있게 한다.
평론가들은 이 게임이 출시 시점에서 높은 수준의 최적화를 보여주었으며, 눈에 띄는 버그나 기술적 문제가 거의 없었다고 언급했다. Windows Central의 브렌든 로우리는 "워호스가 여기서 만든 것은 의심할 여지 없이 개발된 게임 중 가장 시각적으로 인상적인 게임 중 하나"라고 말했다.
일부 팬들은 헨리를 위한 확장된 동성 로맨스 옵션의 포함과 흑인 캐릭터의 포함에 대해 강하게 반대했다. PR 매니저 토비아스 스톨츠-즈빌링은 문화 전쟁에 휘말리는 것에 "지긋지긋하다"고 말하며, 스튜디오의 목표는 "풍부하고 몰입감 있으며 역사적으로 정확한 경험"을 만드는 것이라고 강조했다.
일본에서는 패미통의 네 명의 비평가가 이 게임에 총점 40점 만점에 31점을 주었다.

### 판매
출시 당일, 킹덤 컴: 딜리버런스 II는 스팀 최고 판매 목록에서 1위를 차지했으며 재정적으로 손익분기점을 넘었다. 이 게임은 스팀에서 최대 동시 접속자 수 159,351명을 기록하여 킹덤 컴: 딜리버런스보다 60,000명 이상 많았다. 이 게임은 6일 만에 6번째 스팀 동시 접속자 수 기록을 깼으며, 최대 256,206명의 플레이어를 기록했다.
이 게임은 출시 당일 100만 장 이상 판매되었다. 2025년 2월 17일, 워호스는 이 게임이 200만 장 이상 판매되었다고 발표했다. 2025년 5월, 이 게임은 전 세계적으로 300만 장 이상 판매되었다.

### 찬사
출시 전에 킹덤 컴: 딜리버런스 II는 게임스컴 2024에서 최고의 PC 게임 상을 수상했다.